# Leibolds
Leibolds ist eine Wüstung im Gebiet der Stadt Schlüchtern im Main-Kinzig-Kreis.

## Geografische Lage
Die Wüstung liegt auf einer Höhe von 540 m über NN in der Gemarkung Gundhelm, 3,5 km nordöstlich des Dorfes.

## Geschichte
1331 besaß das Kloster Schlüchtern die Einnahmen aus dem Zehnten in Leibolds. Darüber hinaus bestanden Ansprüche derer von Hutten. gehörte zum Gericht Altengronau, das 1333 als Reichslehen aus einer Erbschaft vom Haus Rieneck an die Herrschaft Hanau kam. Aus dem Gericht entstand im 15. Jahrhundert das Amt Schwarzenfels der Grafschaft Hanau. Das Dorf ist vor 1453 wüst gefallen.
In der Topographischen Karte des Kurfürstentums Hessen von 1854 wird die Wüstung als Leiboldsdorf bezeichnet. In erhaltenen Urkunden wurde Leibolds unter den folgenden Namen erwähnt (in Klammern das Jahr der Erwähnung):
- Leibolfes (953)
- Leyboldes (1311)
- Leyboltz (1356)
- Leuboldes (1364)
- Leybolz (1453)